# Звуковой метод обучения грамоте
Звуковой метод обучения грамоте (полное название — Звуковой аналитико-синтетический метод обучения чтению) — метод в школьном лингвистическом образовании. Пришёл на смену буквослагательному методу.
Ещё в середине XX века во всех справочниках и учебниках вместо слова «Звуковой» применялось понятие «Фонемный» или «Фонемо-буквенный». К концу XX века почти во всех школьных и вузовских учебниках, а затем постепенно и в академических справочниках, понятие «Фонема» (то есть условный признак звука, артикуляционная характеристика звука) было заменено на слово «Звук».
Под словосочетанием «Звуковой метод» («Фонемо-буквенный аналитико-синтетический метод») подразумевается система обучения чтению, которая предполагает на первом этапе обучения разделение слов на составляющие его буквы и фонемы, и на втором этапе обучения предполагает обратное действие, то есть соединение букв/фонем в слитные слоги и слова, например на первом этапе дети учатся делить слово МАСКА на составляющие его буквы/фонемы М-А-С-К-А, а на втором этапе учатся соединять эти буквы/фонемы в слитнопроизносимые слоги МАС-КА.
Впервые система применена в Германии в начале XIX в.; в России — с 1860-х гг., особенно стараниями барона Корфа. См. Корф, «Русск. начальная школа» (СПБ. 1870), также учебники К. Д. Ушинского, Тихомирова, Л. Н. Толстого, С. А. Рачинского, Г. Зелинского, В. А. Золотова и др.
Фонемо-буквенный аналитико-синтетический метод подвергался критическому анализу, например в работах Льва Штернберга.
Совершенно очевидный для языков, в которых «как слышится, так и пишется», метод остаётся спорным для языков, в которых правописание и произношение связаны плохо, вроде английского. Практические трудности при обучении грамоте на английском языке с применением звукового метода (англ. phonics) привели к созданию альтернативного подхода, так называемого Whole language, при котором обучаемые заучивают слова целиком, как иероглифы.

### Метод целых слов
В России также существуют разработки, которые позволяют обучать чтению без использования звукового анализа. Это метод целых слов. Этот метод заключается в том, что детей обучают распознавать слова как целые единицы и не объясняют буквенно-звуковых соотношений. Обучение строится по принципу визуального распознавания целых слов. Ребёнка не учат ни названиям букв, ни буквенно-звуковому соотношению; ему показывают целые слова и произносят их, то есть учат ребёнка узнавать слова как целое, не дробя их на буквы и слоги. После того, как ребёнок таким образом, выучит 50-100 слов, ему дают тексты, в которых часто встречаются эти слова. Похожий принцип в методике игрового чтения Ольги Николаевны Тепляковой, а также в методиках обучения чтению по системе развивающего обучения Л. В. Занкова (в этой методике есть и параллельное обучение грамоте, с делением слов на слоги и другими темами).

### Метод складов
Также есть метод обучения чтению по складам, где за единицу берётся склад — сочетание согласной и гласной буквы или сочетание согласной буквы со знаком (ь или ъ), или просто согласная буква. Этот метод описан Л. Н. Толстым, при обучении крестьянских детей по складовому способу: 
«…по нём ученики выучиваются грамоте гораздо скорее, чем по всякому другому: способный ученик выучивается в 3, 4 урока, хотя медленно, но правильно читать, а неспособный — не более как в 10 уроков. Поэтому всех тех, которые утверждают, что звуковой способ есть самый лучший, быстрый и разумный, я прошу сделать только то, что я делал неоднократно, что я также предложил Московскому Комитету Грамотности сделать публично, то есть сделать опыт обучения нескольких учеников по тому и другому способу»
В наше время этот метод нашёл своё отражение в методиках Н. А. Зайцева.